# Puebla de San Miguel
Puebla de San Miguel è un comune spagnolo situato nella comunità autonoma Valenciana.